# Наомі Матаафа
Наомі Матаафа (29 квітня 1957 , Апіа ) — голова матаї та самоанський політик, обіймає посаду прем'єр-міністра Самоа з 24 травня 2021 року після того, як очолила політичну партію FAST, яка перемогла на парламентських виборах Самоа 2021 року.
Була членом Партії захисту прав людини, домінуючою силою в країні, в 1982—2021 рр, обіймала посади в уряді Туїлаепа Маліелегаої. (1998—2021), обіймала посаду віце-прем'єр-міністра в 2016—2020 рр.
З 1985 року обіймала посаду депутата Законодавчих зборів, представляючи виборчий округ Лотофага
.